# Lliga de Sal de futbol

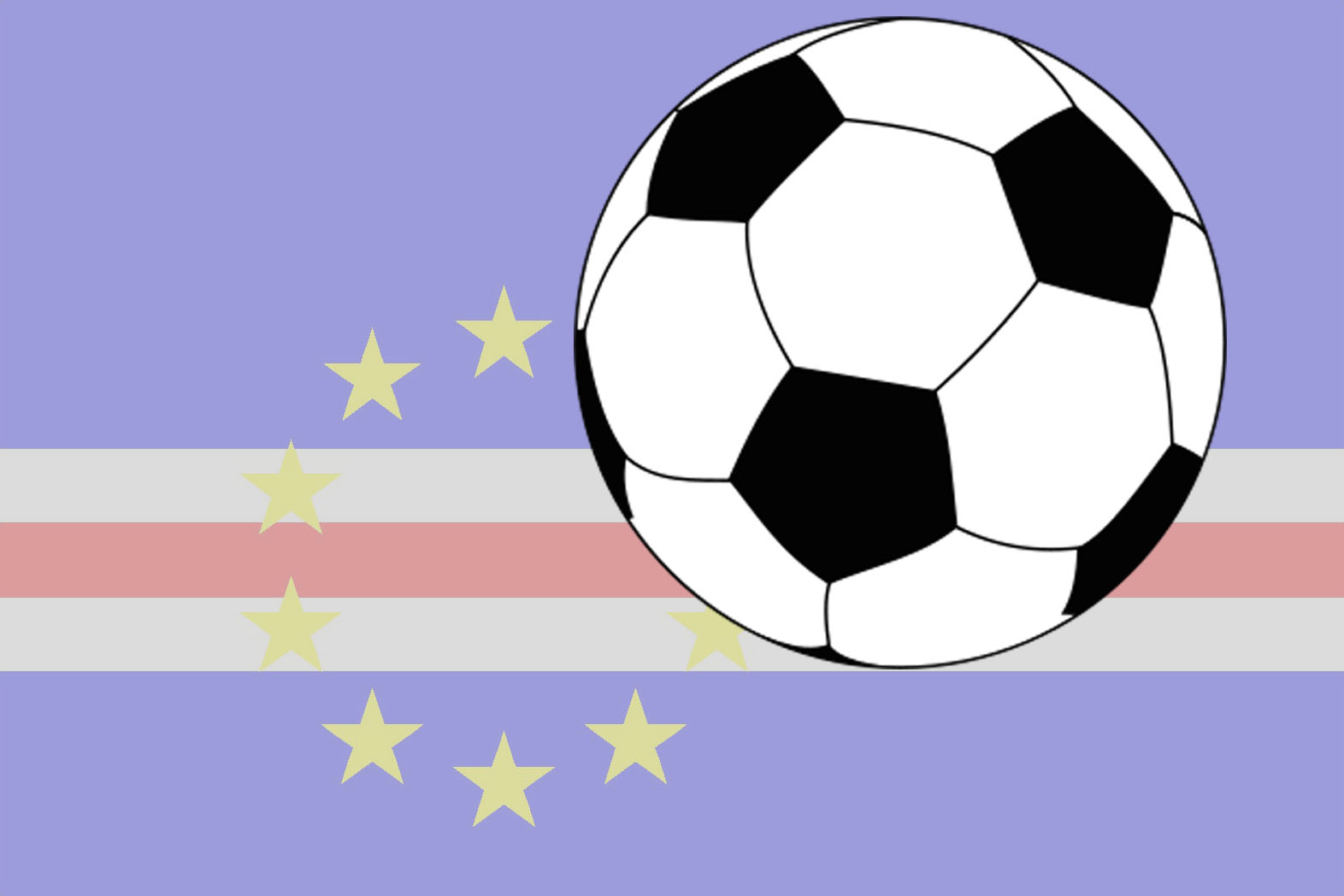

La Lliga de Sal de futbol és la lliga regional de l'illa de Sal, Cap Verd organitzada per l'Associação Regional de Futebol de Sal, ARFS. El campió disputa la lliga capverdiana de futbol.

## Clubs participants temporada 2011/2012
- Académico
- Académica
- Juventude
- Palmeira
- Santa Maria
- Verdun

## Historial
Font:
Campionat Regional
- 1975-76: Juventude
- 1977-79: no es disputà
- 1979-80: Sport Clube Verdun
- 1980-81: desconegut
- 1981-82: Sport Club Santa Maria
- 1982-84: desconegut
- 1984-85: Palmeira
- 1985-86: desconegut
- 1986-87: Sport Club Santa Maria
- 1987-88: Académico do Aeroporto
- 1988-92: desconegut
- 1992-93: Associação Académica do Sal
- 1993-94: Associação Académica do Sal
- 1994-95: Académico do Aeroporto
- 1995-96: Associação Académica do Sal
- 1996-97: Sport Club Santa Maria
- 1997-98: Sport Club Santa Maria
- 1998-99: Juventude (Sal)
- 1999-00: Palmeira
- 2000-01: Associação Académica do Sal
- 2001-02: Académico do Aeroporto
- 2002-03: Académico do Aeroporto
- 2003-04: Académico do Aeroporto
- 2004-05: Associação Académica do Sal
- 2005-06: Académico do Aeroporto
- 2006-07: Académico do Aeroporto
- 2007-08: Académico do Aeroporto
- 2008-09: Sport Club Santa Maria
- 2009-10: Académico do Aeroporto
- 2010-11: Académico do Aeroporto
- 2011-12: Juventude
- 2012-13: Académico do Aeroporto[4]
- 2013-14: Sport Clube Verdun

Primera Divisió
- 2014-15: Académico do Aeroporto
- 2015-16: Académico do Aeroporto
- 2016-17: Académico do Aeroporto
- 2017-18: GD Palmeira
- 1918-19: GD Oásis Atlântico

### Títols per club
| Club                        | Vencedor | Any                                                                                |
| --------------------------- | -------- | ---------------------------------------------------------------------------------- |
| Académico do Aeroporto      | 14       | 1986, 1988, 1995, 2002, 2003, 2004, 2006, 2007, 2008, 2010, 2011, 2013, 2015, 2016 |
| Associação Académica do Sal | 5        | 1993, 1994, 1996, 2001, 2005                                                       |
| Sport Clube Santa Maria     | 5        | 1987, 1992, 1997, 1998, 2009                                                       |
| Juventude, Futebol Clube    | 2        | 1999, 2012                                                                         |
| Palmeira                    | 2        | 1985, 2000                                                                         |
| Sport Clube Verdun          | 2        | 1980, 2014                                                                         |